# Tempio di Nettuno (Paestum)
Il Tempio cosiddetto di Nettuno (detto anche Tempio di Poseidone) è il tempio più grande dell'antica polis di Poseidonia (nota con il nome romano di Pæstum), costruito intorno alla metà del V secolo a.C. (444-440 a.C.), epoca di maggiore fioritura del centro. Si erge nel santuario meridionale urbano, poco a nord della cosiddetta Basilica, disposto parallelamente a questa. La cella, all'interno della quale era custodita l'immagine della divinità titolare del tempio, è divisa in tre navate da due file di due ordini sovrapposti di sette colonne doriche, caratterizzati da un ininterrotto assottigliamento dei fusti dal basso verso l'alto.
Oggi si presenta con un'architettura straordinariamente integra, che lo rende uno dei templi greci meglio conservati in assoluto. L'eccellente stato di conservazione, che caratterizza tutti e tre i templi greci di Paestum, è certamente dovuto anche allo stato di secolare abbandono del sito, verificatosi attorno al IX sec. d.C. successivamente all'impaludamento e all'arrivo della malaria.

## Descrizione
Il tempio è un imponente periptero esastilo (con sei colonne sulle due fronti) di ordine dorico, con una peristasi di 6x14 colonne che si eleva su un crepidoma di tre gradini; le misure dello stilobate sono di 24,30 m e 60,00 m. L'edificio è orientato verso est, in posizione praticamente parallela agli altri due templi greci di Poseidonia. È fronteggiato da due altari, di cui il più distante, venuto alla luce solamente durante gli scavi condotti nella metà del secolo scorso da P.C. Sestieri, è quello greco, coevo alla edificazione del tempio; l'altro è invece di epoca romana.

## Spazi interni
L'interno è costituito da un naos (cella) del tipo distilo in doppio antis, dotato di pronao e opistodomo camera, entrambi incorniciati da due colonne (distili), allineate con le due centrali delle fronti, alle quali corrispondono due colonnati che attraversano la cella, dividendola in tre navate. Questi colonnati interni sono composti da sette colonne doriche ciascuno, disposte su due ordini sovrapposti, caratterizzati a un ininterrotto assottigliamento del fusto dal basso verso l'alto. Immediatamente dopo l'ingresso della cella, sopraelevata di 0,50 m rispetto al piano dello stilobate, vi erano, ai lati, due vani: solamente in quello a destra venne costruita una scala in pietra che conduceva al soffitto e della quale è conservato un elemento.
La pavimentazione della cella è composta da una successione di tre lastre litiche rettangolari affiancate: solamente all'altezza della quinta colonna dell'ordine inferiore le lastre sono due, ed è presumibile che questa deviazione servisse a marcare il limite oltre il quale, nell'intimità della cella, era posizionata l'immagine di culto.

## Particolarità costruttive

### Stile

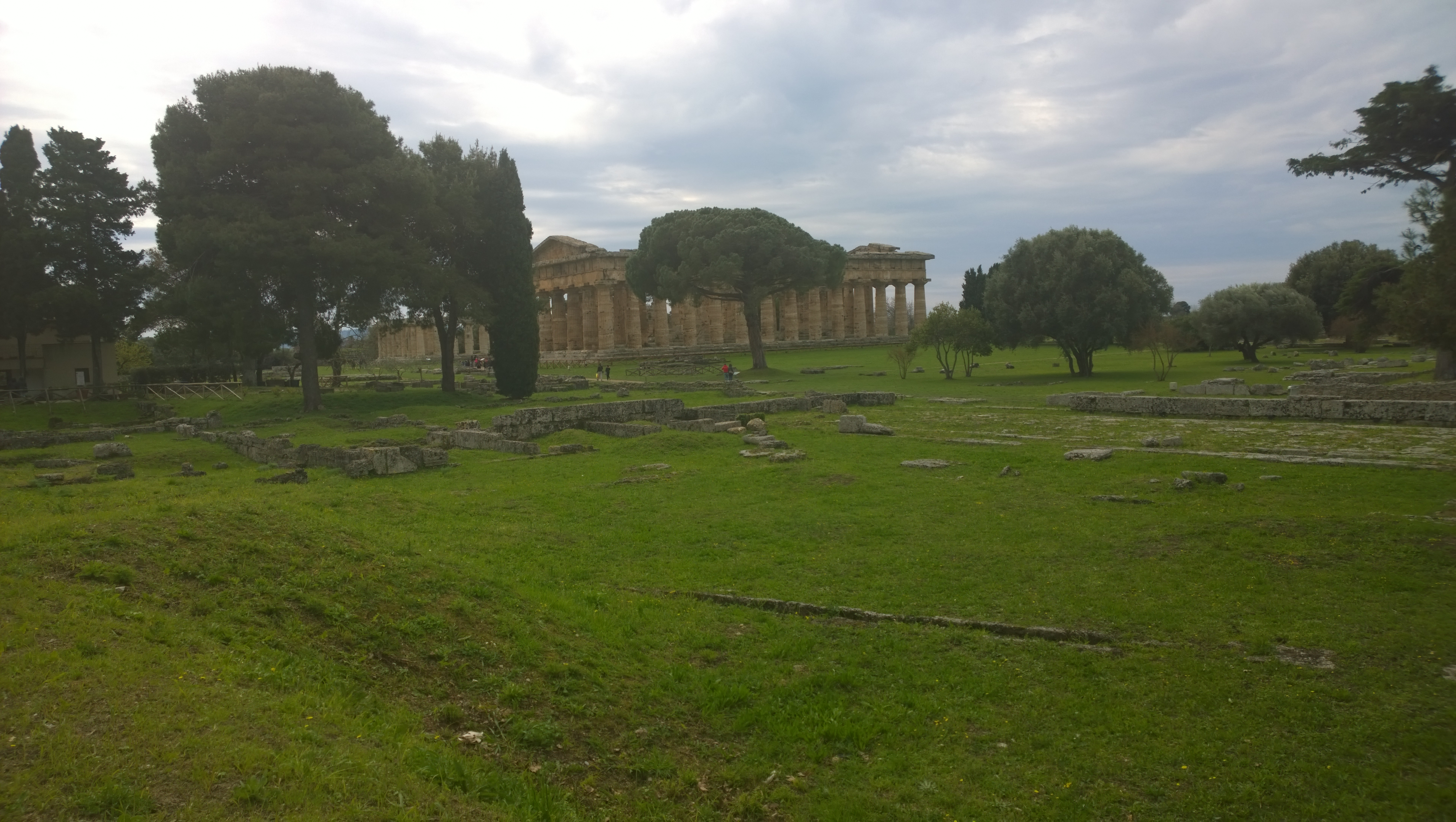

Il tempio, appartenente al periodo cosiddetto severo dell'arte greca, si caratterizza per la grandiosa imponenza degli elementi architettonici, che gli conferiscono un aspetto straordinariamente maestoso. Esso svolse un ruolo decisivo nella riscoperta dell'architettura greca accaduta, a partire dalla seconda metà del XVIII secolo, nel contesto dei viaggi del Grand Tour, non solo per lo studio delle origini dell'architettura dorica e la verifica sperimentale delle teorie architettoniche ma anche come modello capace di ispirare future progettazioni.
Il tempio presenta delle analogie stilistico-formali con il celebre tempio di Zeus ad Olimpia, edificato nello stesso periodo e considerabile il vero paradigma dell'architettura templare dorica; queste analogie ne hanno consentito la datazione, visto che l'anno di ultimazione del grande tempio olimpico è ricavabile per via storiografica. Da esso però si distacca, oltre che per lo schema planimetrico (6 x 14 colonne invece di 6 x 13), a causa della assenza completa di decorazioni scultoree nelle metope e nei frontoni, e del differente dimensionamento proporzionale, governato da rapporti di più difficile individuazione rispetto a quelli, di più semplice lettura, espressi nell'altro tempio.

### Colonnati
Il numero pari di colonne (costruite in marmo) sui fianchi, quattordici, rappresenta una deviazione rispetto alla disposizione canonica 6 x 13, affermatasi nell'architettura della madrepatria, e che culminò nel coevo tempio di Zeus ad Olimpia, rispetto al quale l'esastilo classico di Poseidonia è in proporzione più allungato. Lo schema 6 x 14, ancora di ispirazione arcaica, era caratteristico della tradizione architettonica siceliota, dove si era diffuso nel periodo immediatamente successivo al 480 a.C., quando, nella scia della vittoria dei Greci contro i Cartaginesi nella battaglia di Himera, la costruzione di grandi edifici templari ricevette un forte impulso nelle principali colonie siceliote.
La presenza di colonnati all'interno della cella, sconosciuta agli altri templi greco-occidentali (Magna Grecia e Sicilia), nei quali la cella consiste in una vera e propria sala priva di strutture interne, ricollega invece il tempio di Nettuno alla tradizione architettonica della madrepatria, dove si stava affermando l'impianto planimetrico con una cella attraversata da due colonnati e contenuta tra un pronaos e un opistodomo.

### La mole delle colonne

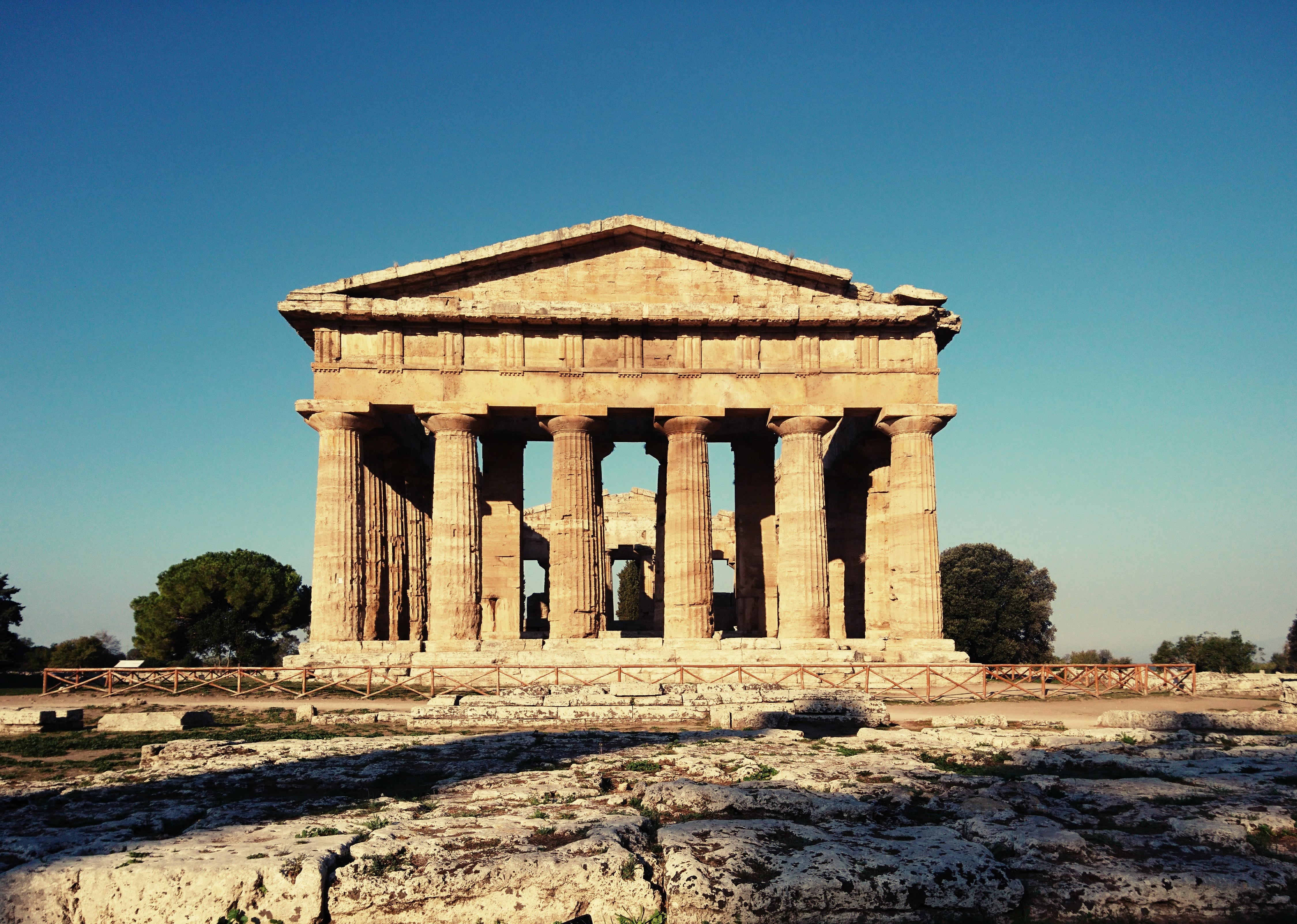
Tempio c.d. di Nettuno. Fronte est vista dall'altare greco.

Ad imporsi all'osservatore, soprattutto nella vista frontale, è innanzitutto la mole delle colonne esterne, alte 8.88 m e inusualmente massicce: quelle della fronte, più spesse rispetto a quelle dei fianchi, hanno infatti un diametro di oltre 2.09 m all'imoscapo e di ca. 1,55 m al sommoscapo. La percezione della voluminosità dei fusti delle colonne è certamente acuita dalle proporzioni volutamente poco slanciate, espresse nel rapporto di "appena" 1:4,21 tra il diametro alla base e l'altezza.  La lieve entasi applicata ai fusti delle colonne, appena visibile, contrasta con quella, straordinariamente pronunciata, della vicina Basilica.

Probabilmente per mitigare la sensazione ottica di pesantezza dei colonnati, le imponenti colonne esterne presentano un accorgimento, quasi privo di corrispondenti nell'architettura dorica: il notevole infittimento delle scanalature verticali, che dalle canoniche venti vengono incrementate fino al numero di ventiquattro. All'interno il numero delle scanalature subisce un decremento progressivo di quattro unità: quelle delle ordine inferiore passano a venti, per divenire sedici nell'ordine superiore.
Le colonne in antis del pronao e dell'opistodomo, che precedono e seguono la cella, pur essendo posizionate su un piano sopraelevato di 0,50 m rispetto a quello dello stilobate sul quale si ergono le colonne esterne, sono dimensionalmente identiche a quelle delle fronti (con la conseguenza di un accorciamento dell'altezza della trabeazione dei due porticati interni rispetto a quella della peristasi). L'esatta ripetizione, sul piano interno sopraelevato, delle colonne frontali esterne, apparentemente incomprensibile, trova una spiegazione coerente nella volontà di enfatizzare la fronte della cella, in quanto accesso al luogo più intimo del tempio.

L'ellitticità della sezione delle colonne angolari, asserita per la prima volta da F. Krauss, è stata definitivamente smentita, in seguito ad accurati rilievi, da D. Mertens, che ha dimostrato la regolarità della loro forma.

### La correzione ottica delle concavità
Allo stilobate è stata conferita una lieve convessità finalizzata a realizzare una piccola correzione ottica, secondo un noto procedimento architettonico, tipico di molte realizzazioni templari, tra cui il Partenone, che in ambiente magno-greco e siceliota troverà un importante riscontro nel più tardo esempio di Segesta.

### Soluzione del conflitto angolare
Uno dei problemi che affliggeva l'architettura templare dorica di epoca classica fu il conflitto angolare dell'ordine dorico, determinato dalla impossibilità - causata dal notevole spessore dell'architrave in strutture litiche di così monumentali dimensioni - di collocare il triglifo angolare simultaneamente all'estremità dell'angolo e in posizione assiale sopra la sottostante colonna; il posizionamento del triglifo all'estremità del fregio implicherebbe infatti l'allungamento della metopa angolare e, dunque, l'impossibilità di trasmettere al fregio l'ordine realizzato nel sottostante colonnato. La soluzione più avanzata di questo problema consiste nella contrazione angolare, ossia nella combinazione tra lo spostamento dell'ultimo triglifo all'angolo del fregio ed il corrispondente accorciamento dell'ultimo interasse (distanza tra gli assi di due colonne adiacenti), allo scopo di evitare l'allungamento della metopa angolare.
Nel tempio di Nettuno questa contrazione, singola sul lato breve, è doppia sui lati lunghi, dove ad essere accorciati sono, su ciascuna delle due estremità, gli ultimi due interassi. La contrazione angolare sulla fronte è infatti di ca. 17,5 cm (interasse angolare di 4,30 m invece dei 4,475 m degli interassi "normali"); sui lati lunghi, la diminuzione è, rispettivamente, di ca. 17 cm e 28 cm (interassi, negli ultimi due intercolumni, rispettivamente di ca. 4,36 m e 4,22 m invece dei 4,50 m degli interassi "normali").

## Attribuzione cultuale
La denominazione corrente di Tempio di Nettuno risente del retaggio delle prime entusiastiche e fantasiose attribuzioni erudite nate all'epoca della riscoperta di Paestum, avvenuta nella seconda metà del XVIII secolo, sulla base della convinzione che il tempio più grande di Poseidonia dovesse essere dedicato al dio protettore della città, Nettuno-Poseidon.
A causa dell'assenza di fonti scritte e della mancanza di dati archeologici risolutivi, l'attribuzione cultuale dell'edificio è problematica. Tre sono le ipotesi in campo per la titolarità del tempio: Era, Zeus, Apollo.
La prima ipotesi, sostenuta in particolare da Pellegrino Claudio Sestieri, si basa su materiale votivo dedicato ad Era ritrovato nei pressi del tempio durante gli scavi condotti dall'archeologo attorno alla metà del secolo scorso, ma che ad un'analisi più attenta appare di incerta riferibilità all'edificio templare. La seconda fa leva sul ritrovamento, nelle vicinanze del tempio, di una statua arcaica di Zeus (di epoca anteriore alla costruzione del tempio ed ora esposta al Museo Archeologico Nazionale di Paestum) in frammenti e sull'attestazione di culti dedicati al dio; anche in questo caso, la riferibilità di questa statua ad un precursore arcaico del tempio classico, che avrebbe dunque ereditato la titolarità di Zeus, è priva di prove. La terza ipotesi si fonda sull'esistenza, nel santuario meridionale, di culti salutiferi dedicati ad Apollo, dio della medicina.